# Ingrid Reichel
Ingrid Reichel (née en 1961 à Sankt Pölten, Basse-Autriche) est une artiste, peintre et essayiste autrichienne.

## Biographie
Ingrid Reichel grandit à Kaboul/Afghanistan et entre 1967 et 1981 à Paris. Après elle retourna en Autriche où elle vit aujourd'hui à Sankt Pölten avec sa famille. Elle réalisa les premières expositions artistiques en 1991. En tant qu'artiste elle travaille sur des thèmes socio-politiques. A Sankt Pölten, Ingrid Reichel est active dans la politique culturelle ; elle fait surtout connaitre l'art aux enfants. Depuis 2005 elle écrit des critiques, des essais, des comptes rendus d'expositions artistiques et des présentations d'artistes. En outre elle est membre du directoire de la Société de Littérature (Literarische Gesellschaft) à St. Pölten et rédactrice de la revue littéraire etcetera.

## Expositions
- 1998: Cycle Nackte Gedanken, Musée Préhistorique/Château de Traismauer et Galerie Kleiner Bischofshof/Vienne
- 1999 : Reflections, Expositions en groupe
- 2000 : Cycle ZOOM, ORF Landesstudio Niederösterreich, St. Pölten
- 2000 : IM_PULS, Congrès de Dentistes, Melk
- 2001 : Cycle TABU, Musée Communal, St. Pölten
- 2002 : Cycle Geh.ende, Galerie fein.sinn, St. Pölten
- 2003 : Cycle isen formunge, Maison Kremayr, Musée Ybbsitz
- 2005 : zart beseitigt, Exposition stock.WERK, St. Pölten, et Bibliothèque Basse-Autriche
- 2007 : high.matt.ade, Aktionsradius, Vienne
- 2008 : Zwischen Sein & Schein, 30 Meter Sonnenschein, façade du Musée Communal à St. Pölten